# Abysinia Village
Abysinia Village es una villa de Trinidad y Tobago, que forma parte de la región de Mayaro-Rio Claro.

## Toponimia
La villa también es conocida por los nombres de Abysinia Village (Oilfield), y Abysinia Village (Oilfield Area).

## Geografía
La villa abarca parte de la isla Trinidad y limita al norte con Mora Settlement, Deep Ravine-Clear Water, Agostini Village y Union Village, al sur y oeste con Mainfield y al este con Guayaguayare.

## Demografía
Datos demográficos de la villa de Abysinia Village:
| Gráfica de evolución demográfica de Abysinia Village entre 2000 y 2011 |
|                                                                        |